# Laurentius von Březová
Laurentius von Březová (tschechisch Vavřinec z Březové, deutsch Lorenz von Brösau,  lateinisch Laurentius de Brzezowa; * etwa 1370 in Brösau bei Kuttenberg, Chrudimer Kreis; † etwa 1437 in Prag) war böhmischer Schriftsteller und Chronist.

## Leben
Der Sohn des niedrigen Adeligen Václav z Březové (Wenzel von Brösau) legte 1390 die Bachelorprüfung an der Prager Universität ab. Mit zwanzig Jahren beantragte er mit Unterstützung der Königin Sophie von Bayern bei Papst Bonifatius IX. die Erlaubnis, kirchliche Zeremonien durchführen zu dürfen. Der Papst wies ihm am 17. Mai 1391 die Pfarrei Laun zu. Laurentius trat das Amt des Pfarrers nicht an, sondern hielt sich weiter zum Studium in Prag auf, die Arbeit in Laun führte sein Vertreter aus und er bezog lediglich die Pfarreipfründe.
Am 22. März 1399 schloss er sein Studium als Meister der Freien Künste ab. Er ließ sich jedoch nicht zum Priester weihen, sondern bat den Prager Erzbischof Johann von Jenstein um ein weiteres Dispens für sein Studium der Rechte, welches er vermutlich nicht abschloss. Inzwischen erhielt er weitere kirchliche Pfründe, die er jedoch nicht geistlich, sondern eher weltlich verwaltete und somit seine Einkünfte verbesserte. Als Subdiakon  bittet er 1402 den Papst erneut um ein Benefizium, gegebenenfalls auch im Tausch gegen bereits bestehende. Seinem Ansinnen wurde stattgegeben, und Laurentius tauschte und erhielt weitere kirchliche Güter, ohne Prag zu verlassen oder sich zum Priester weihen zu lassen. In Prag war er bereits 1406 Eigentümer mehrerer Bürgerhäuser.
Nach 1407 wandte er sich von geistlicher Tätigkeit immer mehr ab und richtete sein Interesse dem Königshof zu. In seinen Werken bezeichnet er sich als Diener von Wenzel IV., die Weltchronik schreibt er für den königlichen Kämmerer Johann von Eisenberg. Es wird auch davon ausgegangen, dass er in Kanzleien des Königs beschäftigt war und später als Rathausschreiber in der Prager Neustadt. Als 1413 sein Förderer und vermutlich auch Verwandter, der höchste Jagdmeister Wenzels IV., Jára z Roztok starb, gewährte ihm der König die Zinsen aus einigen Ländereien bei Melnik.
1411 nimmt der Vertreter der intellektuellen Prager Schicht an der Quodlibet Plutarchus des Jan Hus teil und beantwortet diese mit seiner Utrum ex generis nobilitate nobiles nobilibus ex morum honestate sint meliores. Nach dem Beginn der Hussitenkriege blieb er in Prag, nahm aktiv an der Bewegung teil und unterstützte Jakobellus von Mies. 1431 zeigte er seine Freude über den Sieg der Hussiten über die königlichen Heere bei der Schlacht von Taus, äußerte aber auch seinen sehnlichen Wunsch nach Frieden. In den letzten Jahren der Hussitenkriege widmete er sich der Sicherung seiner Besitzstände, wobei er genauestens die Entwicklung des Basler Konzils beobachtete und versuchte, mit anderen Meistern der Prager Universität ein für die böhmische Bevölkerung positives Ergebnis zu erzielen.
Auch beim königlichen Nachfolger Sigismund scheint er weiter als Berater tätig gewesen zu sein. So wird er 1436 bei den Verhandlungen der Prager Bürgern mit dem König als Zeuge und Sachverständiger genannt.

## Werke
Obwohl rührig, schrieb er sich in die Annalen der Geschichte nicht als Politiker, sondern als Literat und Geschichtsschreiber ein. Er übersetzte einige mittelalterliche Werke. Ihm werden auch einige anonyme Werke aus dem Beginn des 15. Jahrhunderts zugeschrieben. Sein bedeutendstes Werk ist die Hussitenchronik, in der die Ereignisse von 1414 bis 1422 detailliert aufgezeichnet wurden.

### Übersetzungen
- Ahmed ben-Sirin: Somniarium Slalaidae (Traumbuch aus dem 12. Jahrhundert)
- Reisebericht des Jehan de Mandeville aus dem 14. Jahrhundert

### Schriften
- Carmen insignis Corone Bohemie (zuletzt aufgelegt 1951 und 1979)

### Chroniken
- Chronicon (Hussitenchronik) (zuletzt auf Deutsch aufgelegt 1998, davor 1954)
- Česká Kronika světa